# Кошанинова језера
Кошанинова језера су два језера, Велико и Мало у сливу Студенице. Еклипсастог су облика и налазе се на 900 метара надморске висине, на ували Јелаку, са северне стране Црепуљника. Језера су добила име по ботаничару Недељку Кошанину, који је родом из овог краја. Удаљена су 31 km од Ивањице, а у непосредној близини се налази манастир Придворица.
Велико Кошаниново језеро је дужине 800 и ширине 100 метара. Обрасло је вегетацијом, тако да су само мањи делови под водом, док је на ободима обрасло шумом (буква, јела, смрча, бор). Језеро је заправо тресетиште, сепцифична биљна формација, састављена од великих и високих бусена биљке метласте оштрице (лат. Carex paniculata) и маховине. Када бусени шаша озелене, они се међусобно додирују, тако да језеро личи на ливаду.
Мало Кошаниново језеро је дужине 90 метара, површине 29 ари и 7 метара дубине. Налази се тридесетак метара западно од великог језера и налази се на већој надморској висини, тако да вода из њега повремено отиче у Велико језеро. Вода у доњој тресави овог језера је слана. Током кишних дана ниво језера опада, док сунчаним данима надолази.